# Dinotrema insidiatrix
Dinotrema insidiatrix är en stekelart som först beskrevs av Marshall 1895.  Dinotrema insidiatrix ingår i släktet Dinotrema och familjen bracksteklar. Inga underarter finns listade i Catalogue of Life.